# 최영록
최영록(崔永祿, 1965년 9월 12일 경상북도 예천군 ~ )은 대한민국의 정치인이다.

## 학력
- 유천초등학교 졸업
- 유천중학교 졸업
- 문창고등학교 졸업
- 경북대학교 사법학 학사

## 경력
- 경북 예천군 유천면 출생
- 육군 상병 제대
- 현대그룹, 대성그룹 근무
- 중국 장춘 두남복장유한공사 대표
- ListeningEnglish.com 대표
- 전 통합민주당 강남을 국회의원 출마
- 전 통합민주당 강남을 지역위원장
- 전 민주당 경북도지사 예비후보
- 전 민주통합당 문경예천 국회의원 출마
- 전 민주통합당 경북 문경시 예천군 지역위원장
- 전 자유정의당 창당준비위원회 위원장
- 현 모코건설 대표이사
- 현 개혁신당 포천시, 가평군 당원

## 저서
- 《바른생각 큰 정치, 큰 생각 바른정치》(2013)

## 역대 선거 결과
|  | 18.71% |

|  | 5.37% |

|  | 1.16% |